# サイドバルブ

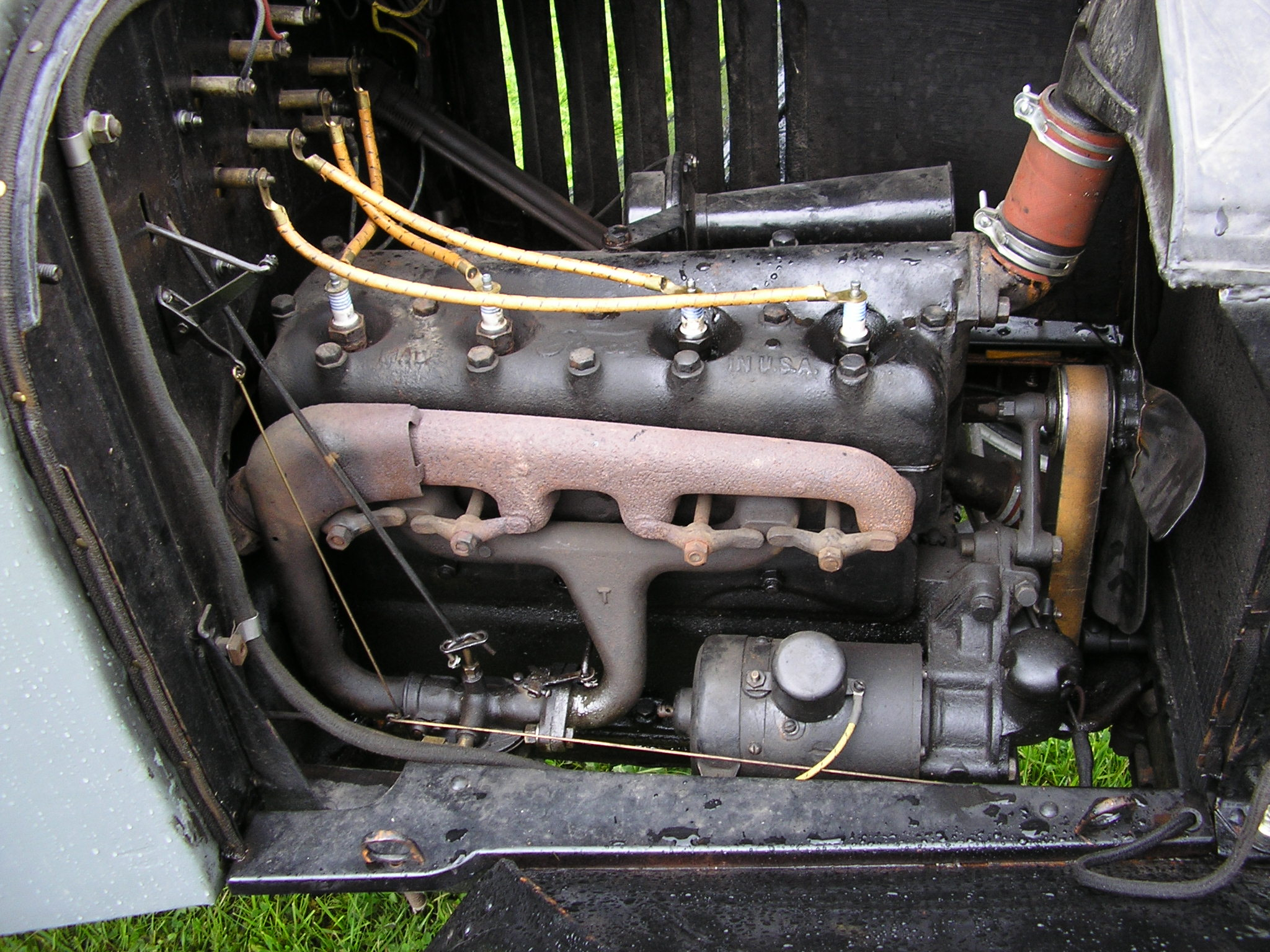
フォード・モデルTの
サイドバルブ水冷直列4気筒エンジン

サイドバルブ（Sidevalve engine、省略形はSV）とは、4サイクルレシプロエンジンの1形式。主要諸元表などには日本語で「側弁式」（そくべんしき）と表記されている場合も多い。また、シリンダーヘッドが平らな形をしていることから、「フラットヘッドエンジン」とも呼ばれている。

## 概要

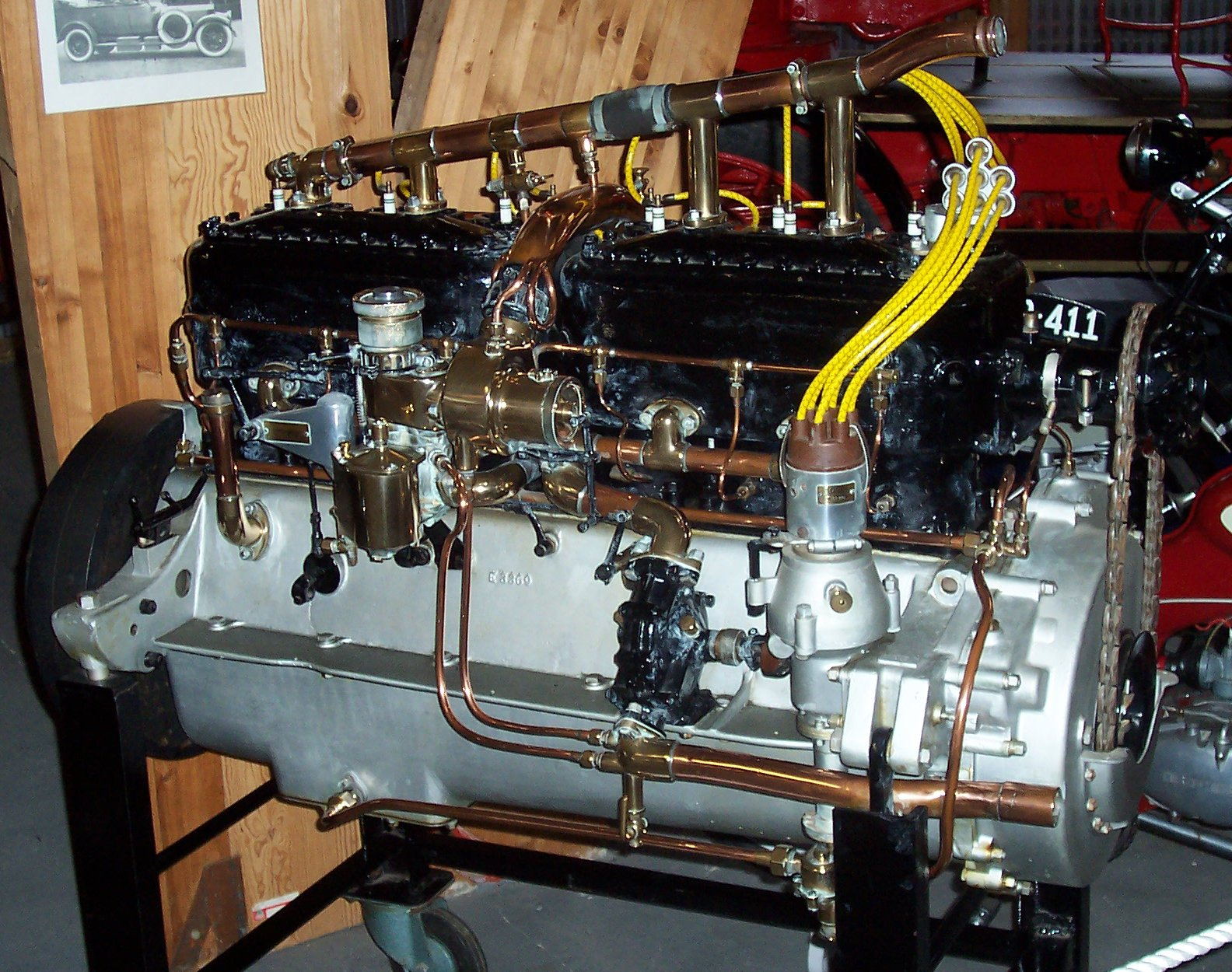
初代ロールス・ロイス・シルヴァーゴースト用に開発されたサイドバルブ水冷直列6気筒エンジン

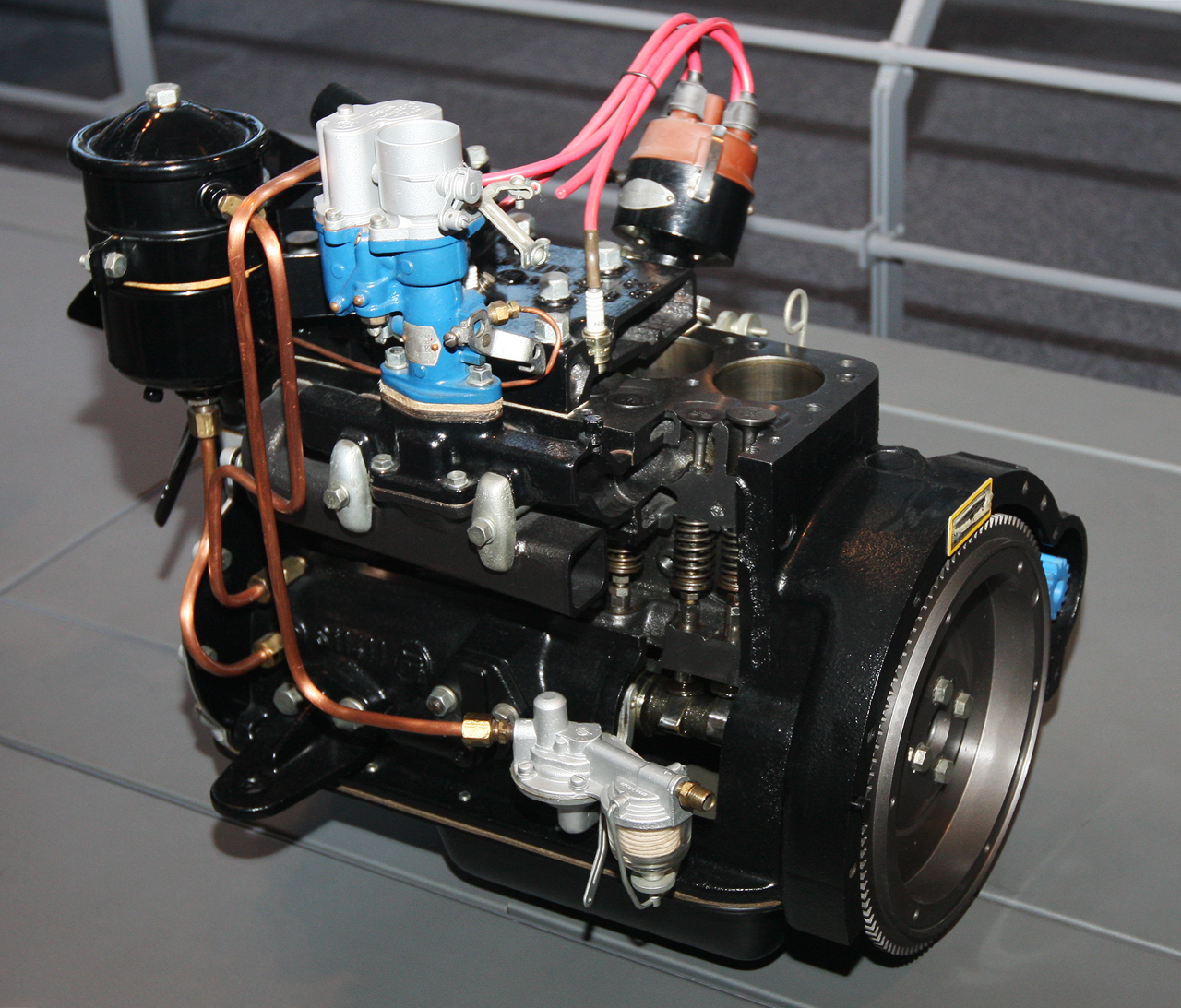
かつてトヨペットSA型セダンや初代前期型（ST10型）トヨペットコロナなどに搭載されていたトヨタ・S型エンジンのカットモデル

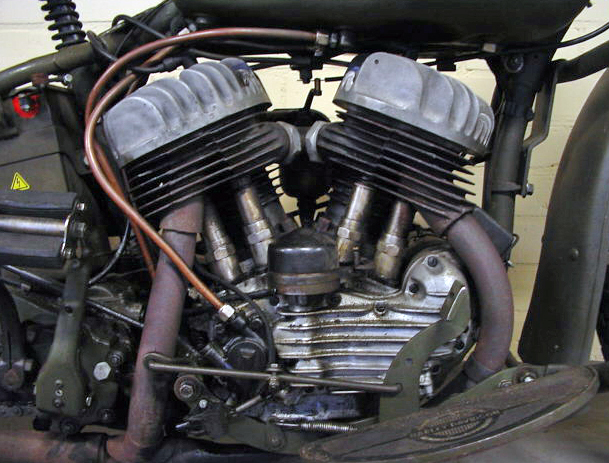
ハーレーダビッドソン社製
サイドバルブ空冷V型2気筒エンジン

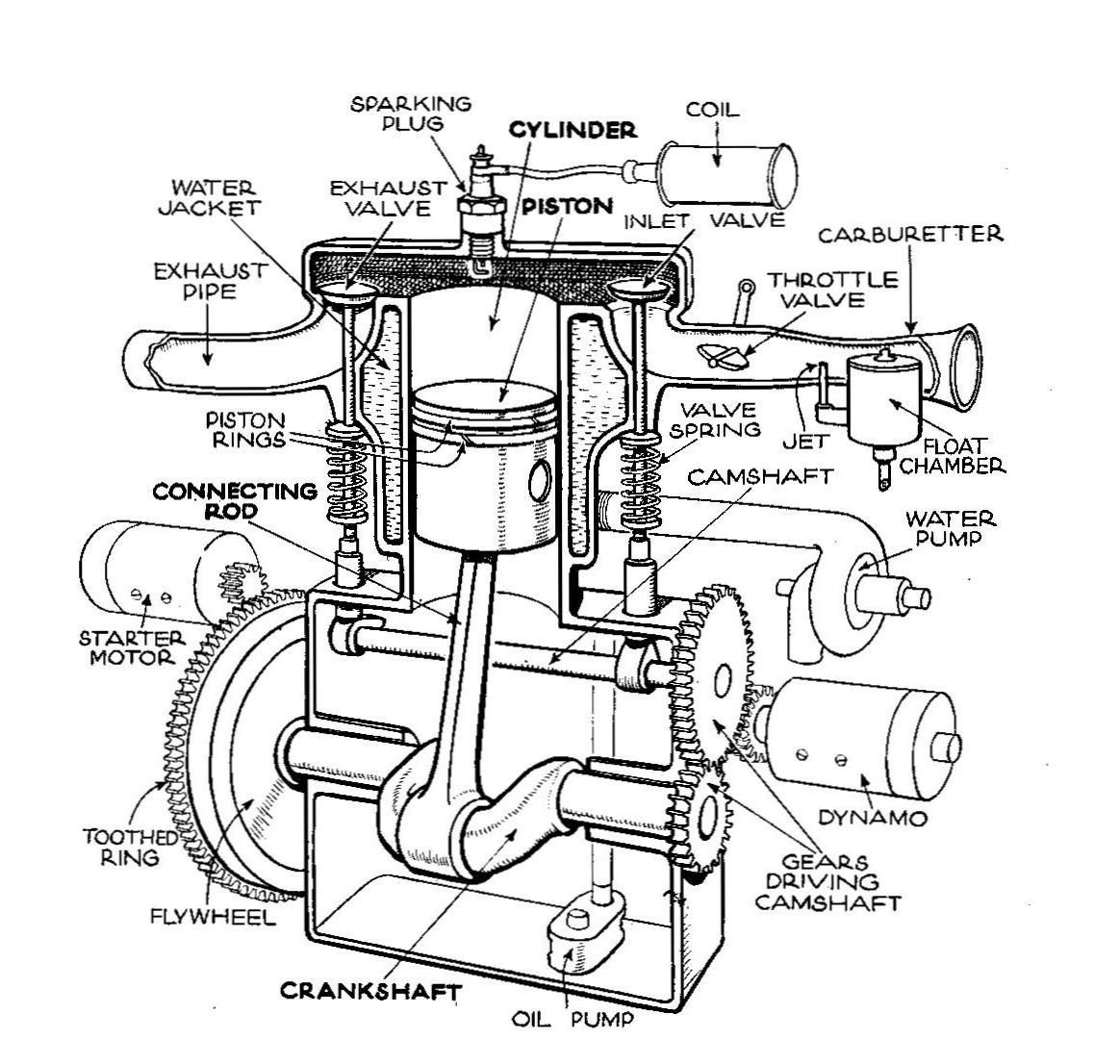
1935年のジ・オートカー誌に掲載されたクロスフロー・Tヘッドエンジンの構造図

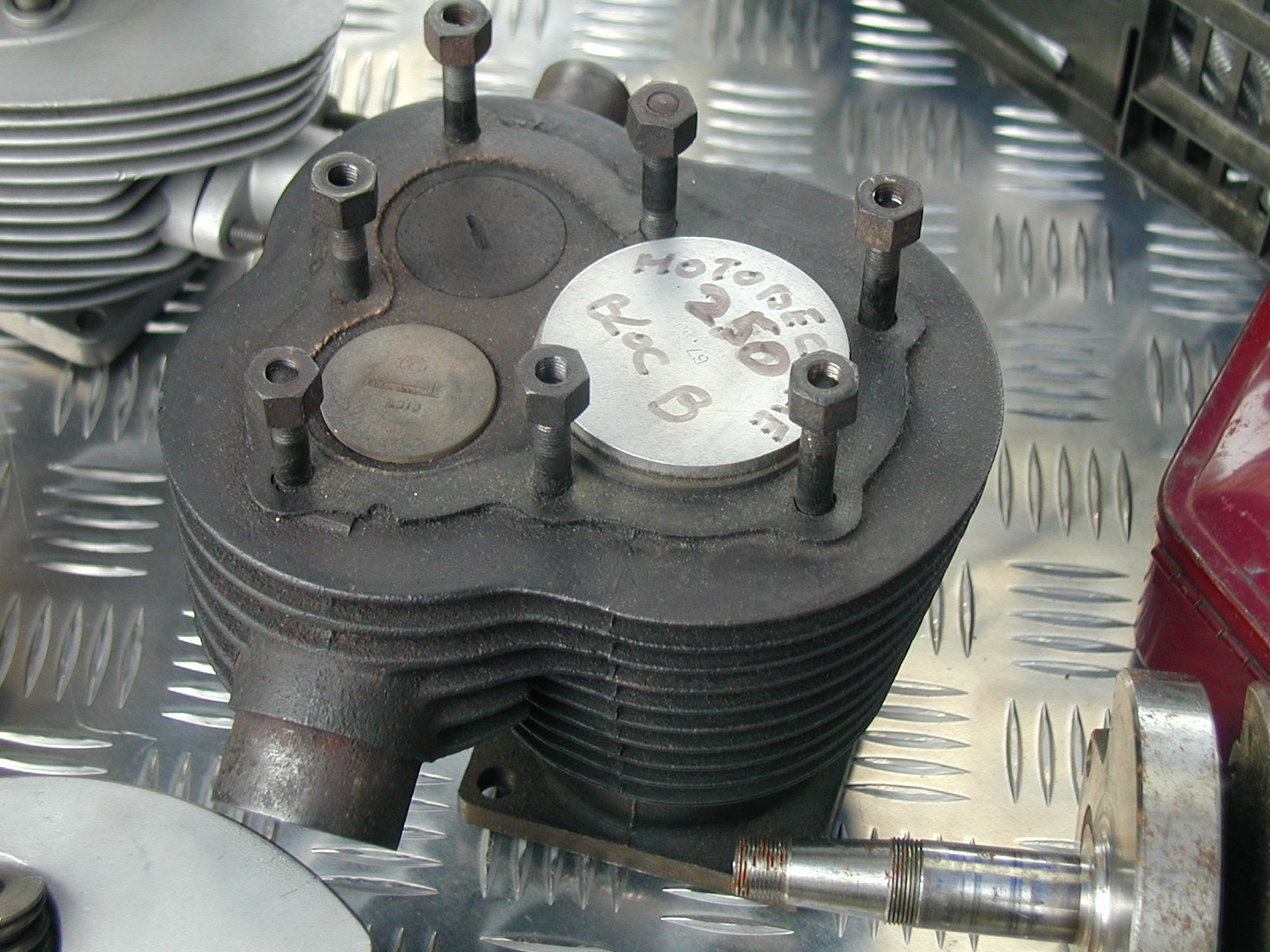
シリンダーヘッドを外した
サイドバルブエンジン

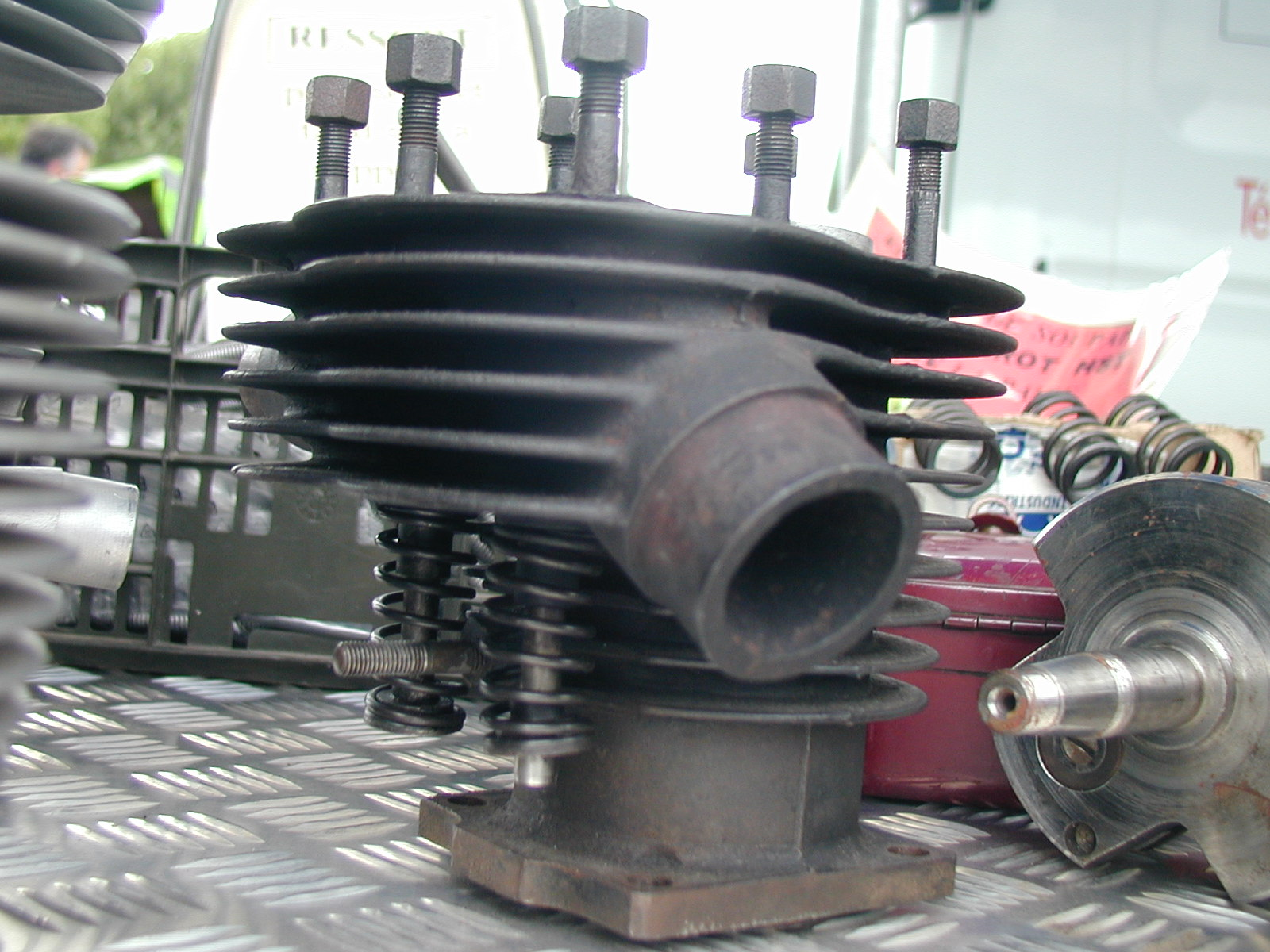
同、バルブスプリング側
この下にカムシャフトが位置する

ガソリンエンジンが実用化された当初から用いられていた方式である。吸・排気バルブがピストンの上ではなく、シリンダーの横に並んで上向きに配置されているのが大きな特徴であり、これをクランクシャフト近くに配置されたカムシャフトで直接駆動する。
構造がシンプルであり、エンジン本体、特にシリンダーヘッドをコンパクトにすることができ、エンジン内部の駆動箇所が少ないために丈夫なエンジンになる。OHVが主流になる以前には、動弁系の運動部品が少ない分、静粛性で勝る利点が高級車で好まれた時代もあった。ヘッドには点火プラグ以外の付属部品が不要で、ヘッドを外しての清掃や修理、調整も容易である。このため、堅牢で整備しやすく低品質の燃料が使えることから、軍用や産業用といった用途で長く使い続けられてきた。
しかしその反面、燃焼室が横に長く広い形状になってしまうため、圧縮比を十分に上げることができない（圧縮比が低かったからこそ耐久性に優れ、低オクタン価燃料にも耐えられたという実情もある）。また、燃焼室の表面積が大きいことから熱効率や燃費の面で劣り、さらにはすすが蓄積しやすく、定期的に清掃しないとデトネーションが起こりやすくなる。
また、多くのサイドバルブエンジンがターンフローの吸排気レイアウトを持つ事と相まって吸排気の流れが非常に悪く、火炎伝播にかかる時間が長いため、エンジンの許容回転数も5,000 rpm程度以下に制限され、圧縮比が低いこともあり最高出力が低くなるのが最大の弱点である。さらに排気弁および排気ポートがシリンダーに接する形で配置されるため、排気弁付近のシリンダーが高温となる傾向があり、圧縮比の低さと共に高出力化へ足枷となっていた。また吸気ポートも排気ポートに接する形となる事から吸気も高温となる。これは燃料の気化に寄与する面もあるが、効率的には好ましくはない。

### Tヘッドエンジン
サイドバルブからOHVへと至る過程の中途には、動弁形式は側弁のままで吸排気レイアウトのみをクロスフローへ改良したものが存在した。動弁系の配置や構造が複雑となる割に出力向上は低く、また通常のターンフロー型サイドバルブヘッドに比べて更に燃焼室面積が広がってしまうことから、圧縮比を上げるのに適さなくなってしまう。後発のOHVに出力面でも生産性でも劣っていた事から、短期間の内に姿を消している。この形式はシリンダーと燃焼室が呈する形状からTヘッドエンジンとも呼ばれ、サイドバルブをターンフローとクロスフローに敢えて分類して論じる際には、シリンダーとバルブのレイアウトから前者をLヘッド（レイアウト的には逆L字）、後者をTヘッドとして区分が行われる。

### IOE（Fヘッドエンジン）

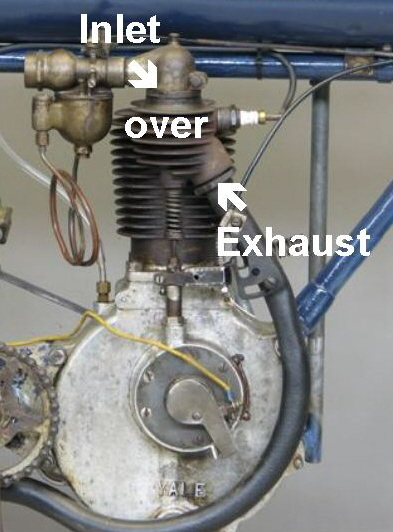
1911年 Yale IOE エンジン

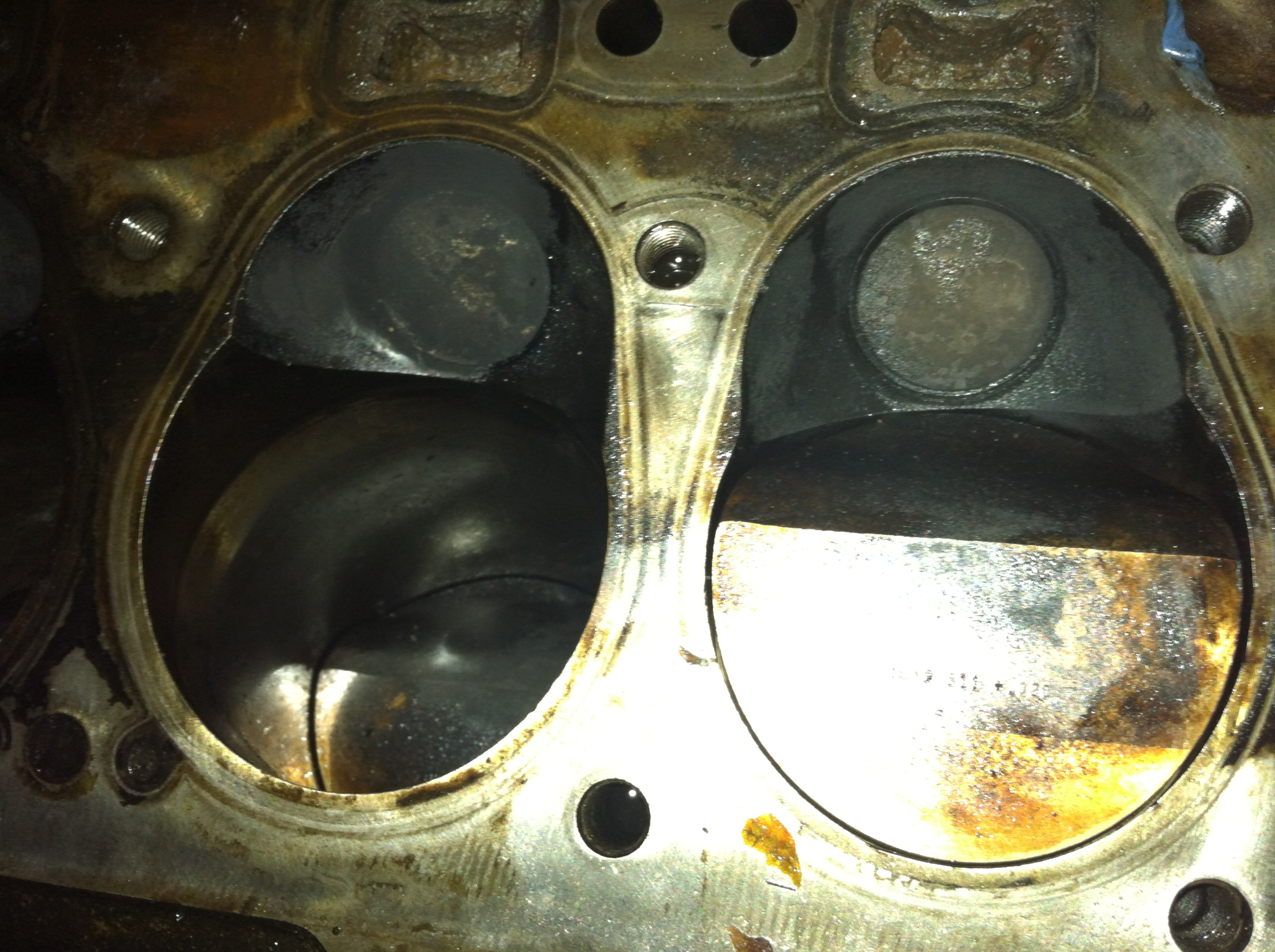
ローバー社3リッターIOEエンジンのシリンダ
傾斜したピストン、排気弁、独特の燃焼室が確認できる

初期のガソリンエンジンには、吸気弁のみをOHV、排気弁をSVとした折衷的レイアウトも存在した。これをIOE（intake/inlet over exhaust）エンジンと呼び、レイアウトから米国などではFヘッドとも言われる。
極初期のIOEエンジンは、吸気バルブの駆動をカムからの伝達に頼らず、弱く調整したスプリングのみを用いることで、吸気時のピストン下降負圧によりポペットバルブの開閉を行った。この種の設計はガソリンエンジン実用化の1890年代から見られる。負圧吸気IOEはヘッドに複雑な動弁機構が存在せず、サイドの排気バルブの駆動のみで済むという点で、吸排気ともサイドバルブを用いるエンジンよりシンプルで軽量コンパクトになったが、負圧で開閉を行うという受動的な作動では吸気効率や確実性が低く、回転数の向上に対応できないという欠点があり、自動車用としては通常型SVエンジンに早く主役を譲った。もっとも、構造の簡易さから二輪車や農機用エンジンなどではその後も用いられた（例：初期のハーレーダビッドソンやFN Four、右画像など）。
これに代わり1900年代には吸気バルブをもカムとプッシュロッドで開閉する進歩したIOE型エンジンが実用化され、一部の自動車で用いられるようになった。
IOEのメリットとしては吸気と排気がヘッドとブロックで分かれているためSV（Lヘッド）やOHVよりも大きなバルブが使いやすく、SVよりも燃焼室をコンパクトにでき、点火プラグをより理想的な位置に配置、吸気のスワール流などを作りやすいという点などがある。また吸排気がヘッドとブロックで分離している事から吸排気が隣接するターンフローOHVと比較すると吸気温度が排気の影響を受けにくく、吸排気の取り回しが容易であるなどSVとOHVの折衷的な印象以上に相応のメリットは存在した。
一方で排気はサイドバルブと変わらないレイアウトのため、幾分かは改善されるとは言えサイドバルブのデメリットを引きずる形となり、燃焼室形状がサイドバルブ同様に制限を受ける点は変わらず大きなデメリットとなった。
またヘッドにロッカーアームなどの動弁機構が配置される事で全高が高くなるといったサイズ的なデメリットや、それに関連する形で複雑化によるコスト増、整備性の悪化などOHV化における短所と共にSVの短所をいくらか引き摺ったまま持つ形となる。特にヘッドの複雑化による整備性の悪化は、ヘッド構造が簡略であったサイドバルブの利点を大きくスポイルする。
IOEレイアウトはSVエンジンのブロックの排気ポートやバルブトレーンを流用でき、完全なOHV化に比べてヘッド周りの構造が簡素に済む点など、SVエンジンの効率化において採用しやすい機構であった。このため完全なOHV化と比較するとIOE化はより容易であり、現代においても古いSVエンジンをIOE化するキットなども存在する。
もっともSVとOHV両方の短所を抱えるIOEレイアウトを用いるならば吸排気ともにOHV化を踏み切るメーカーも多く、それらメーカーにおいては過渡的な存在にとどまり、主流の方式とはならなかった。しかし、一時期は特定のメーカーで相応に用いられたレイアウトでもあった。第二次世界大戦後もローバーが高級車やランドローバーも含む各モデルに搭載し、ランドローバー用の一部は1980年代初頭まで生産された。また1920年代に一時OHVに移行済みだったロールス・ロイスにおいても、第二次大戦直前に原型が設計されたシルヴァーレイス用エンジン（1946年以降市販）からこのレイアウトが使われ、1959年まで作られたシルヴァークラウドIまで使用されたほか、同じ設計でロールス・ロイスからイギリス軍用車両向けエンジンとして供給、オースチン・チャンプ等に搭載されている。日本国内で馴染み深いものとしては三菱・ジープに搭載されたハリケーンエンジン（1950年 - 1971年）があり、三菱にてJH4エンジンとしてライセンス生産し、製造終了の1973年（昭和48年）まで内製化されていた。
特に前述のローバーIOEエンジンは戦後長期に渡って製造された事からもわかるように、単なるSVとOHVの折衷的設計と言えるようなものではなく、傾斜したシリンダーヘッド、独特な形状のピストントップと燃焼室などを持ち、バルブの配置を含め一般的なFヘッドとは形容しがたいレイアウトとなっている。それらから構成される燃焼室形状はHEMIエンジンなどにみられる半球形（正確には逆半球形）となり、IOEレイアウトにおいて最適化されたエンジンとなっていた。
また特殊な例とはなるがIOEとは逆となる吸気弁がSV、排気弁がOHVというEOI（Exhaust over intake）エンジンも存在した（例：初期のABC Skootamotaや1936/37年のIndian Four）。Indianでは燃料気化の面でメリットがあり実際に出力も高かったが、排気が通るヘッドは高温となり、排気弁リンケージの頻繁な調整も必要となった。このため、1938年からはIOEに戻される事になる。

## 歴史
サイドバルブは、第二次世界大戦当時の各国の軍用車両（アメリカ軍のジープやハーレーダビッドソン・WLA、ドイツ国防軍のBMW・R12、日本陸軍の九七式側車付自動二輪車など）では、本国から遠く離れた戦地での劣悪な補給・整備事情も考慮した結果、整備性や信頼性の高さを買われ、当時登場したばかりのOHVを差し置いて積極的に採用された事もあった。
戦後もアメリカやイギリスでは、1930年代設計のサイドバルブエンジンでも終戦直後はまだ一定の市場競争力があったが、1950年ごろから新設計のOHVが出現したことでサイドバルブの旧態化が顕著となり、OHVへの移行が促進された。
一方、戦後混乱期の日本では戦争による生産設備の損傷や資材の欠乏から、生産性や信頼性、整備性などの点でSVにメリットがあり、トヨタ自動車工業（後述）のようにOHVからSVに回帰する例もあった。しかし、同時期に四輪車ではOHV、二輪車ではOHVのほかさらに進んだOHCが急速に普及。日本車ではオートバイは1959年（昭和34年）の陸王・RT-2、自動車では1963年（昭和38年）のダットサン・キャブライトの生産終了を最後に純然たるサイドバルブエンジンは姿を消し、フラットヘッド型燃焼室も1973年（昭和48年）の三菱・ジープJ3R型を最後に姿を消した。またアメリカ製量産乗用車で最後のフラットヘッドエンジンはランブラー・アメリカン1965年モデルに搭載された3.2L6気筒である。
トヨタは、戦前のAA型で既にOHVのA型エンジンを採用していたが、戦後のトヨペット・SA型では、あえてサイドバルブのS型エンジンを採用し、後のSKB型トラック（後の初代トヨエース）や初代コロナ、フォークリフトにも用いた。
自動車やオートバイ用のエンジンとして用いられなくなった後も、サイドバルブエンジンは発電機やポンプ用、一部の管理機用（マキタ沼津（旧・富士ロビン、現・マキタ）製「ラーニー管理機」（現・ラビット管理機）シリーズの一部）などの汎用エンジン（例・富士重工業（現・SUBARU）製ロビンエンジン「EY型（ガソリン）/EY-K型（ケロシン）シリーズ」等）で用いられた。しかし、それら汎用エンジンも排出ガス規制の影響でOHVやSOHC（大半がホンダ製）に取って代わられ、2008年（平成20年）9月に最後まで残っていた富士重工業製ロビンエンジンのEY型/EY-K型汎用エンジンシリーズが販売を終了したことで、日本国内で販売されるサイドバルブエンジンは姿を消すこととなった。
なお、開発途上国ではガソリンが高価で品質も安定していないため、ガソリンの代わりにケロシンを使うサイドバルブ式汎用エンジンが依然として多く使われている。多くはロビンエンジンのEY-K型およびそのコピー品であるが、本田技研工業およびその現地提携先の企業からはケロシン対応でサイドバルブ式のEBKシリーズが現時点でも販売されている。これ以外にも、多くのメーカーからケロシン仕様のサイドバルブ式のエンジンが供給されている。これらは冷間始動時にはガソリンを使い、暖気後に灯油を使う構造になっているため、キャブレターのフロート室の内容を敏速に入れ替えるための弁が装備されていることが特徴である。
内燃機関の燃焼特性を研究する際に、台上試験に供する単気筒エンジンのヘッド回りを透明で強度のある石英ガラス材料に置き換え、高速度カメラで燃焼室内の動画撮影を行う手法がある。サイドバルブ式は他のバルブ方式と異なり、ボア全体を透明な素材に置き換えて燃焼室直上から撮影できるため、燃焼室内の様子を捉えやすいことから、OHV燃焼室を要さない試験撮影用途には引き続き多用されている。

## 近年の動向
2007年、スペインのガスガスはトライアルバイクの4ストローク化にあたりサイドバルブを採用する車両を発表した。燃料噴射装置を採用した水冷単気筒エンジンは、サイドバルブの特徴を生かし、トライアルバイクとして有利な、極めてコンパクトで軽量かつ低重心なものとなっている。
また、共産圏では軍用バイクとして近年まで、あるいは現在でもサイドバルブ仕様のオートバイやサイドカーが生産されている事例もある。その代表例が中国の長江・CJ-750である。これらは戦前のBMW製オートバイのコピー生産品であり、長い期間戦前とほぼ同じ形態で製造され続けられている事から、比較的安価に入手可能なサイドバルブ車両として世界中でカルト的な人気を博している。